# Rivière des Crocs
Pour les articles homonymes, voir Croc.
La rivière des Crocs est un affluent du fleuve Saint-Jean, au Québec et au Nouveau-Brunswick. La rivière des Crocs coule dans la partie Sud de la péninsule Gaspésienne, au Canada en traversant les régions suivantes :
- Québec : région administrative du Bas-Saint-Laurent, dans la municipalité régionale de comté (MRC) de Témiscouata : municipalités de Rivière-Bleue et Saint-Marc-du-Lac-Long ;
- Nouveau-Brunswick : comté de Madawaska : municipalité de Paroisse de Saint-François.

## Géographie
La « rivière des Crocs » prend sa source au lac à Pierre (longueur : 0,6 km ; altitude : 407 m) situé en zone forestière et montagneuse à :
- 2,8 km au nord de la frontière entre le Québec et le Nouveau-Brunswick ;
- 2,7 km à l’est du lac Beau lequel constitue la frontière entre le Québec et le Maine ;
- 3,9 km au sud-ouest de la limite de la municipalité de Saint-Marc-du-Lac-Long.

À partir du lac à Pierre, la rivière des Crocs coule sur 32,3 km :
- 1,9 km vers le sud-est, jusqu'à l’embouchure du Lac des Bogues (altitude : 376 km) que le courant traverse sur 0,1 km ;
- 3,6 km vers le sud-est, en passant au nord de la Montagne Blanche, jusqu'à la Québec et le Nouveau-Brunswick ;
- 1,3 km vers l'est, en formant un détour vers le sud, pour revenir traverser la frontière ;
- 1,3 km vers le nord-est, jusqu'à la limite de la municipalité de Saint-Marc-du-Lac-Long ;
- 6,0 km vers l’Est, en longeant la frontière, jusqu'à revenir à nouveau franchir la frontière du Nouveau-Brunswick (comté de Madawaska) ;
- 4,6 km vers le sud-est dans le comté de Madawaska, jusqu'au ruisseau Tapley (venant du nord-ouest) ;
- 3,7 km vers le sud-est, jusqu'au ruisseau Morrison (venant du nord-est) ;
- 1,4 km vers le sud en serpentant jusqu'au ruisseau Rocky (venant de l’Ouest) ;
- 5,1 km vers le sud-est, jusqu'à la route ;
- 1,8 km vers le sud-est en serpentant jusqu'à la route 205 ;
- 1,6 km vers le sud-est en serpentant jusqu'à sa confluence[2].

Le segment inférieur de la rivière est désigné « Little River ». La « rivière des Crocs » se déverse sur la rive Nord du fleuve Saint-Jean, face à l’île Crock qui appartient à un archipel d’îles dans cette zone. Dans ce secteur, le fleuve Saint-Jean constitue la frontière entre le Canada (Nouveau-Brunswick) et les États-Unis (Maine).

## Toponymie
Le toponyme Rivière des Crocs a été officialisé le 5 décembre 1968 à la Commission de toponymie du Québec.